# Polycyrtus hernandezi
Polycyrtus hernandezi är en stekelart som beskrevs av Zuniga 2004. Polycyrtus hernandezi ingår i släktet Polycyrtus och familjen brokparasitsteklar. Inga underarter finns listade i Catalogue of Life.